# 到期日 (期权)
到期日是指期權的持有人可根据期权条款有權履約的最后一天。 如果期權的持有人在到期日不交易，则他只能放弃期权。 因為到期日過了後，期權持有人未行使的期权合约将失效，期权持有人也将损失此前購買期權時支付的期权费。